# Stan Lee
Stan Lee (születési nevén: Stanley Martin Lieber, becenevén: the Man) (New York, New York, 1922. december 28. – Los Angeles, Kalifornia, 2018. november 12.) amerikai képregényalkotó, szerkesztő, a Marvel Comics egykori elnöke. Szerkesztőtársaival, többek között Jack Kirbyvel és Steve Ditkóval karöltve új, összetett karaktertípusokat honosított meg az amerikai képregényekben. Részt vett olyan népszerű szereplők megalkotásában mint Pókember, a Fantasztikus Négyes tagjai, az X-Men, Hulk, Vasember, Fenegyerek és Doktor Strange. Munkássága alatt vált a Marvel Comics kis kiadóból nagy vállalattá. Több éves betegeskedés után 2018. november 12-én halt meg egy hollywoodi kórházban.

## Szerepei

### Filmek
1995-ben önmagát alakította a Kevin Smith írta és rendezte Shop-show című filmben.
Szinte minden Marvel-képregény filmes feldolgozásában látható egy-egy snitt erejéig, cameoszerepben, így többek közt ezekben a filmekben vagy sorozatokban, rajzfilmekben is:
| Év   | Magyar cím Eredeti cím                                                             | Szerep                                           | Magyar hangja     |
| ---- | ---------------------------------------------------------------------------------- | ------------------------------------------------ | ----------------- |
| 2019 | Bosszúállók: Végjáték Avengers: Endgame                                            | 70-es évekbeli autós                             | Kajtár Róbert     |
| 2019 | Marvel Kapitány Captain Marvel                                                     | önmaga                                           | Kajtár Róbert     |
| 2018 | Pókember: Irány a Pókverzum! Spider-Man: Into the Spider-Verse                     | önmaga                                           | Kajtár Róbert     |
| 2018 | Ralph lezúzza a netet Ralph Breaks the Internet: Wreck-It Ralph 2                  | önmaga                                           | Kajtár Róbert     |
| 2018 | Tini titánok, harcra fel! – A moziban Teen Titans Go! To the Movies                | Önmaga                                           | Kajtár Róbert     |
| 2018 | Venom                                                                              | Kutyatulajdonos                                  | Kajtár Róbert     |
| 2018 | A Hangya és a Darázs Ant-Man and the Wasp                                          | Autótulajdonos                                   | Kajtár Róbert     |
| 2018 | Deadpool 2. Deadpool 2                                                             | Fal freskós férfi                                | TBA               |
| 2018 | Bosszúállók: Végtelen háború Avengers: Infinity War                                | Buszsofőr                                        | Kajtár Róbert     |
| 2018 | Fekete Párduc Black Panther                                                        | Kaszinós                                         | Kajtár Róbert     |
| 2017 | Thor: Ragnarök Thor: Ragnarok                                                      | Borbély                                          | Kajtár Róbert     |
| 2017 | Pókember: Hazatérés Spider-Man: Homecoming                                         | Gary                                             | Kajtár Róbert     |
| 2017 | A galaxis őrzői vol. 2. Guardians of the Galaxy Vol. 2                             | Űrhajós                                          | Csuha Lajos       |
| 2016 | Doctor Strange                                                                     | Utas a buszon                                    | Kajtár Róbert     |
| 2016 | X-Men: Apokalipszis X-Men: Apocalypse                                              | Nézelődő                                         | Nem szólal meg    |
| 2016 | Amerika Kapitány: Polgárháború Captain America: Civil War                          | FedEx sofőr                                      | Kajtár Róbert     |
| 2016 | Deadpool                                                                           | DJ                                               | Dézsy Szabó Gábor |
| 2015 | A Hangya Ant-Man                                                                   | Csapos                                           | TBA               |
| 2015 | Bosszúállók: Ultron kora Avengers: Age of Ultron                                   | Részeg férfi                                     | Kajtár Róbert     |
| 2014 | Hős6os Big Hero 6                                                                  | Fred apja                                        | Kajtár Róbert     |
| 2014 | A galaxis őrzői Guardians of the Galaxy                                            | Xandariai férfi                                  | TBA               |
| 2014 | A csodálatos Pókember 2. The Amazing Spider-Man 2                                  | Vendég a ballagáson                              | TBA               |
| 2014 | Amerika Kapitány: A tél katonája Captain America: The Winter Soldier               | Őr a Smithsonianben                              | Kajtár Róbert     |
| 2013 | Thor: Sötét világ Thor: The Dark World                                             | Idős férfi az öregek otthonában                  | Kajtár Róbert     |
| 2013 | Vasember 3. Iron Man 3                                                             | Bíró a szépségkirálynő-választáson               | Nem szólal meg    |
| 2012 | A csodálatos Pókember The Amazing Spider-Man                                       | Iskolai könyvtáros                               | Nem szólal meg    |
| 2012 | Bosszúállók The Avengers                                                           | Idős férfi a hírekben                            | Kajtár Róbert     |
| 2011 | Amerika Kapitány: Az első bosszúálló Captain America: The First Avenger            | Idős tábornok                                    | Szalai Imre       |
| 2011 | Thor                                                                               | Kisteherautó sofőrje                             | Csuha Lajos       |
| 2010 | Vasember 2. Iron Man 2                                                             | Larry Kinggel összetévesztett férfi              | Makay Sándor      |
| 2009 | Hogyan változtatta meg Bruce Lee a világot? How Bruce Lee Changed the World        | Önmaga                                           | TBA               |
| 2008 | A hihetetlen Hulk The Incredible Hulk                                              | Üvegből ivó férfi                                | Nem szólal meg    |
| 2008 | Vasember Iron Man                                                                  | Hugh Hefnerrel összetévesztett férfi             | Nem szólal meg    |
| 2007 | A Fantasztikus Négyes és az Ezüst Utazó Fantastic Four: Rise of the Silver Surfer  | Visszautasított vendég                           | Holl János        |
| 2007 | Pókember 3. Spider-Man 3                                                           | Férfi a Times Square-en                          | Szalai Imre       |
| 2007 | A csodálatos Pókember titka Spider-Man Tech                                        | Önmaga                                           | TBA               |
| 2006 | X-Men: Az ellenállás vége X-Men: The Last Stand                                    | Locsoló férfi, Jean szomszédja                   | Nem szólal meg    |
| 2005 | Fantasztikus négyes Fantastic Four                                                 | Willie Lumpkin, a postás                         | Fehér Péter       |
| 2004 | Pókember 2. Spider-Man 2                                                           | Férfi, aki megment egy nőt a lehulló törmeléktől | Pethes Csaba      |
| 2003 | Daredevil – A fenegyerek Daredevil                                                 | Idős férfi a kereszteződésben                    | TBA               |
| 2003 | Hulk                                                                               | Biztonsági őr                                    | Dobránszky Zoltán |
| 2002 | Pókember Spider-Man                                                                | Megrémült járókelő a fesztiválon                 | TBA               |
| 2002 | A képregény mágusa – Stan Lee és a Pókember Stan Lee's Mutants, Monsters & Marvels | Önmaga                                           | Rudas István      |
| 2000 | X-Men – A kívülállók X-Men                                                         | Hot dog árus a tengerparton                      | Nem szólal meg    |
| 1995 | Shop-show Mallrats                                                                 | Önmaga                                           | Gruber Hugó       |
| 1990 | Szirénázó halál The Ambulance                                                      | A Marvel Comics szerkesztője                     | Várkonyi András   |
| 1989 | Hulk a bíróságon Trial of the Incredible Hulk                                      | Esküdt                                           | Nem szólal meg    |

### Sorozatok
| Év          | Magyar cím Eredeti cím                                                          | Szerep                   | Magyar hangja               | Megjegyzés                                                                         |
| ----------- | ------------------------------------------------------------------------------- | ------------------------ | --------------------------- | ---------------------------------------------------------------------------------- |
| 2018        | Marvel's Cloak & Dagger                                                         | Andy Warhol              | -                           | 1 epizód: "Back Breaker"                                                           |
| 2018        | Hős6os: A sorozat Big Hero 6: The Series                                        | Fred apja                | Kajtár Róbert               | szinkron, 2 epizód: "Fred bratyótánca", "Szupererő"                                |
| 2017 – 2018 | Marvel Pókember Marvel's Spider-Man                                             | Önmaga                   | Kajtár Róbert               | szinkron, 2 epizód: "A kezdet", "Bring on the Bad Guys"                            |
| 2017        | Runaways Marvel's Runaways                                                      | Limuzin sofőr            | TBA                         | 1 epizód: "Átváltozás"                                                             |
| 2017        | Marvel's The Punisher                                                           | Forbush Man              | -                           | 1 epizód: "Memento Mori"                                                           |
| 2017        | The Gifted – Kiválasztottak The Gifted                                          | Férfi a bárban           | TBA                         | 1 epizód: "Leleplezés"                                                             |
| 2017        | Marvel's The Defenders                                                          | Forbush Man              | -                           | 1 epizód: "Worst Behavior"                                                         |
| 2017-2018   | Marvel's Iron Fist                                                              | Forbush Man              | -                           | 2 epizód: "Dragon Plays with Fire", "War Without End"                              |
| 2017        | Stan Lee's Lucky Man: The Bracelet Chronicles                                   | Stanley Doyle            | -                           | 1 epizód: "Part 2"                                                                 |
| 2016 – 2018 | Stan Lee's Lucky Man                                                            | Önmaga                   | -                           | 3 epizód: "More Yang Than Yin", "The Trojan Horse", "Facing Your Demons"           |
| 2016        | Marvel's Agents of S.H.I.E.L.D.: Slingshot                                      | Fényképen szereplő férfi | -                           | 1 epizód: "Vendetta"                                                               |
| 2016        | Marvel's Daredevil                                                              | Forbush Man              | -                           | 1 epizód: "Dogs to a Gunfight"                                                     |
| 2016 – 2018 | Marvel's Luke Cage                                                              | Forbush Man              | -                           | 2 epizód: "Soliloquy of Chaos", "Can't Front on Me"                                |
| 2015 – 2018 | Marvel's Jessica Jones                                                          | Forbush Man              | -                           | 2 epizód: "AKA Top Shelf Perverts", "AKA Shark in the Bathtub, Monster in the Bed" |
| 2015 – 2016 | Marvel's Daredevil                                                              | Forbush Man              | -                           | 2 epizód: "Daredevil", "Dogs to a Gunfight"                                        |
| 2015        | Carter ügynök Marvel's Agent Carter                                             | Cipőtisztító férfi       | TBA                         | 1 epizód: "A villámháború-gomb"                                                    |
| 2014        | A S.H.I.E.L.D. ügynökei Marvel's Agents of S.H.I.E.L.D.                         | Utas a vonaton           | TBA                         | 1 epizód: "S.Z.Á.M.O.K."                                                           |
| 2013        | Phineas és Ferb Phineas and Ferb                                                | Hot dog árus             | TBA                         | szinkron, 1 epizód: "Phineas és Ferb: A Marvel-küldetés"                           |
| 2013        | Lego Marvel Szuperhősök: Felturbózva Lego Marvel Super Heroes: Maximum Overload | Hot dog árus             | Bolla Róbert                | 5 epizód.                                                                          |
| 2013        | Euréka                                                                          | Dr. Generalissimo Lee    | -                           | 1 epizód. "Sejtelem" 4. évad 13. rész                                              |
| 2012 – 2017 | A Pókember elképesztő kalandjai Ultimate Spider-Man                             | Stan, a takarító         | Barbinek Péter (2. évadtól) | 12 epizód.                                                                         |
| 2010        | Agymenők The Big Bang Theory                                                    | Önmaga                   | Bartók László               | 1 epizód: "Csöbörből vödörbe"                                                      |
| 2009        | A Pókember legújabb kalandjai The Spectacular Spider-Man                        | Stan                     | TBA                         | 1 epizód: "A varázsló" (Blueprints)                                                |
| 2007        | Hősök Heroes                                                                    | buszvezető               | TBA                         | 1 epizód: "Váratlan"                                                               |
| 2002        | A Simpson család The Simpsons                                                   | Önmaga (szinkronhang)    | TBA                         | 1 epizód: "Pipa papa"                                                              |
| 1998        | Pókember Spider-Man: The Animated Series                                        | Önmaga                   | Rosta Sándor                | 1 epizód: "Minden jót, Pókember"                                                   |
| 1989        | Muppet Babies                                                                   | Önmaga                   | -                           | 1 epizód: "Comic Capers"                                                           |

## Magyarul megjelent művei
- Jasmine Jones: Pókember. Mozikönyv gyerekeknek; Stan Lee, Steve Ditko Marvel Comic képregénye alapján, ford. Vas Ilona; M&C Kft., Bp., 2007
- Danny Fingeroth: Pókember. Az új zöld manó; Stan Lee, Steve Ditko képregénye alapján, ford. Vas Ilona; M&C Kft., Bp., 2007
- Kate Egan: Spider-Man 3. A nagy mozikönyv; Stan Lee, Steve Ditko Marvel Comic képregénye alapján, ford. Szabó Gabriella; M&C Kft., Bp., 2007
- Az ezüst utazó. Példabeszéd; szöveg Stan Lee, rajz. Moebius, ford. Markó István, Holló-Vaskó Péter; Fumax, Bp., 2019
- Fantasztikus életem; közrem. Peter David, rajz. Colleen Doran, ford. Sámi László; Kossuth, Bp., 2019
- A csodálatos Pókember. A napilapcsík gyűjtemény; szöveg Stan Lee, rajz. John Romita, ford. Kóbor Róbert; Tálosiné Kiss Teodóra, Pécel, 2021–
  - 1. 1977–1979; 2021
- Fantasztikus Négyes, 1-3.; szöveg Stan Lee, rajz. Jack Kirby, ford. Pusztai Dániel; Frike Comics Kft., Dunaharaszti, 2021